# Citroën C1
Citroën C1, numit și Peugeot 107 și Toyota Aygo, este o mașină de clasă mini (segmentul A european) produsă între 2005 și 2022 de producătorii francezi de automobile Citroën și Peugeot în colaborare cu Toyota. Cele trei modele au fost proiectate și dezvoltate simultan prin proiectul „B-Zero” al Grupului PSA într-un joint venture cu Toyota. Au fost produse în serie în Kolin, Cehia. Peugeot 107 este succesorul modelului 106, scos de pe piață în 2003, după 12 ani de comercializare.
În ianuarie 2010, inginerii Toyota au descoperit o defecțiune a pedalei de accelerație pe aproape toată gama mărcii nipone, inclusiv modelul Aygo. Problema a afectat și celelalte modele (C1 și 107), grupul PSA decizând să recheme peste 97.000 de mașini.

## Motorizare
În momentul lansării, Peugeot 107 era disponibil cu două motorizări cuplate cu o cutie manuală cu 5 trepte:
- 1.0 E, 68 CP, 93 Nm, 3 cilindri pe benzină
- 1.4 HDI, 54 CP, 130Nm, 4 cilindri diesel

Opțional, motorul pe benzină poate fi cuplat și cu o cutie automată 2-Tronic cu 5 viteze. În septembrie 2013, în România nu este disponibilă decât versiunea pe benzină.

## Echipări
În septembrie 2013, în România sunt disponibile două versiuni, numite Access și Active, corespunzând respectiv versiunilor One și Two disponibile în momentul lansării. Pe alte piețe au fost disponibile alte versiuni, cu diferite combinații de dotări: Sport, Sport XS, Urban și Urban Lite.

### Kiss FM (Marea Britanie)
În Marea Britanie a fost disponibilă în anul 2008 o ediție specială numită Kiss FM, realizată împreună cu radio-ul cu același nume. Modelul se diferenția prin autocolante specifice, alături de un sistem audio "Clarion". 

### Street Racing
Versiunea limitată Street Racing a fost disponibilă doar pentru modelul cu 3 uși cu motor pe benzină. Aceasta se diferenția prin spoilerul nou, dungile roșii, evacuarea cromată și volanul sport din piele.

## Restilizări

### 2009
În cadrul acestei restilizări, bara frontală este modificată, aceasta fiind masivă și primind de asemenea un element cromat destul de lung pentru o mașină de dimensiuni mici. Parașocul spate este redesenat și pasajele roților față sunt modificate pentru a se potrivi cu noua formă frontală. La extremele parașocului față sunt prezente două noi prize de aer.
Schimbările din interior se referă la linia consolei centrale și la culorile garniturilor de la gurile de aerisire și cea a cadranului vitezometrului. Prețurile au suferit o scumpire minoră.

### 2012
107 a primit în ianuarie 2012 o nouă restilizare ce avea ca scop alinierea parașocului față la designul noilor modele Peugeot (508, 208, 2008 și noul 308) și includerea luminilor de zi, devenite obligatorii pe toate mașinile vândute în Uniunea Europeană. S-au adăugat de asemenea nuanțe noi de caroserie și o gamă nouă de capace de plastic pentru jantele de oțel din dotarea standard.

## Siguranță
107 a primit la lansarea din 2005 4 stele EuroNCAP, prin Citroen C1.
Între timp, testele au fost îmbunătățite semnificativ, astfel, în 2012 la versiunea restilizată, 107 primește doar 3 stele prin modelul Toyota Aygo, el primind Facelift în aceeași perioadă.

## Vânzări
| An   | Vânzări globale |
| 2005 | 34.600          |
| 2006 | 101.700         |
| 2007 | 104.400         |
| 2008 | 106.500         |
| 2009 | 118.600         |
| 2010 | 111.900         |
| 2011 | 92.000          |
| 2012 | 76.400          |

## Galerie foto

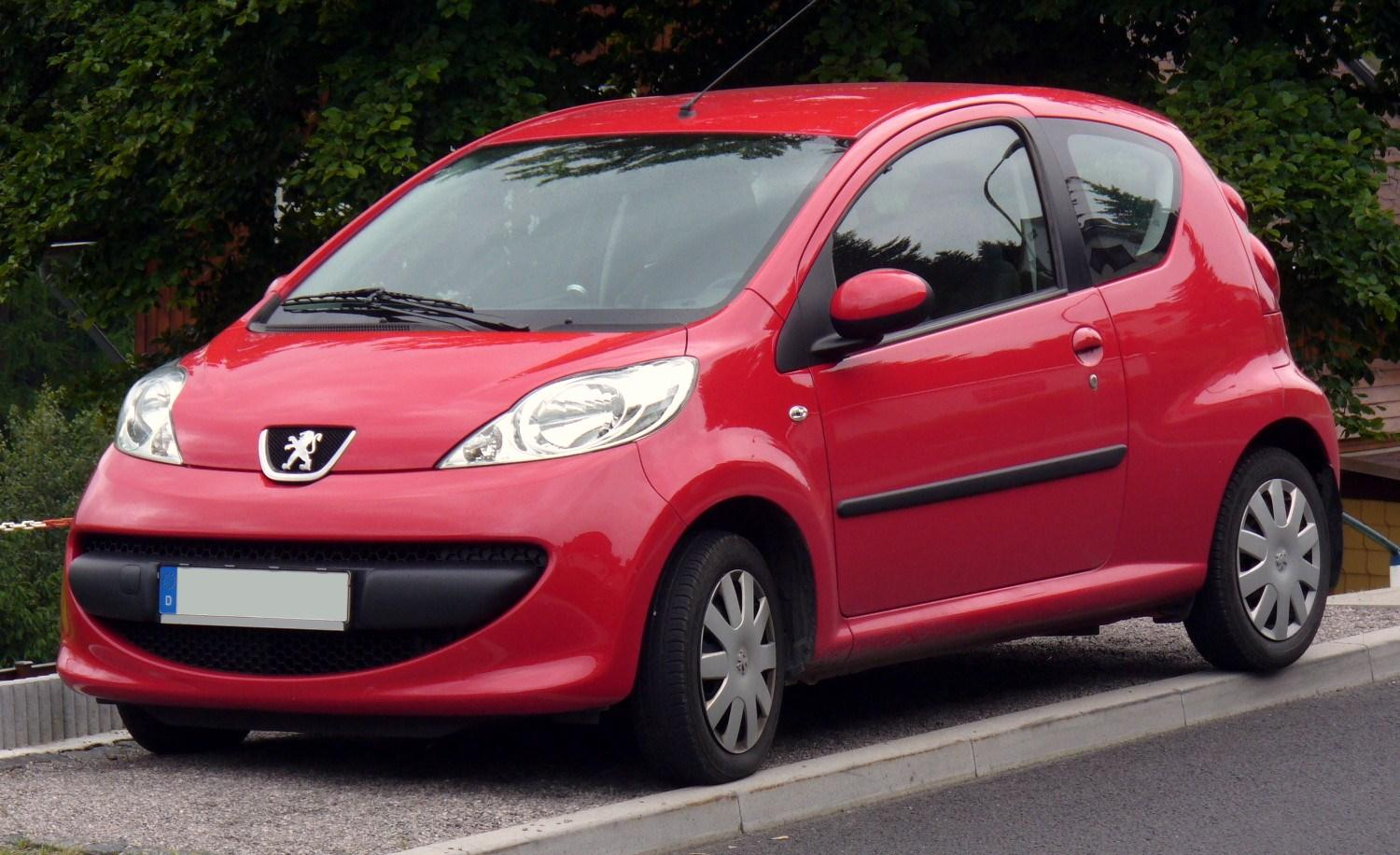
Versiunea originala
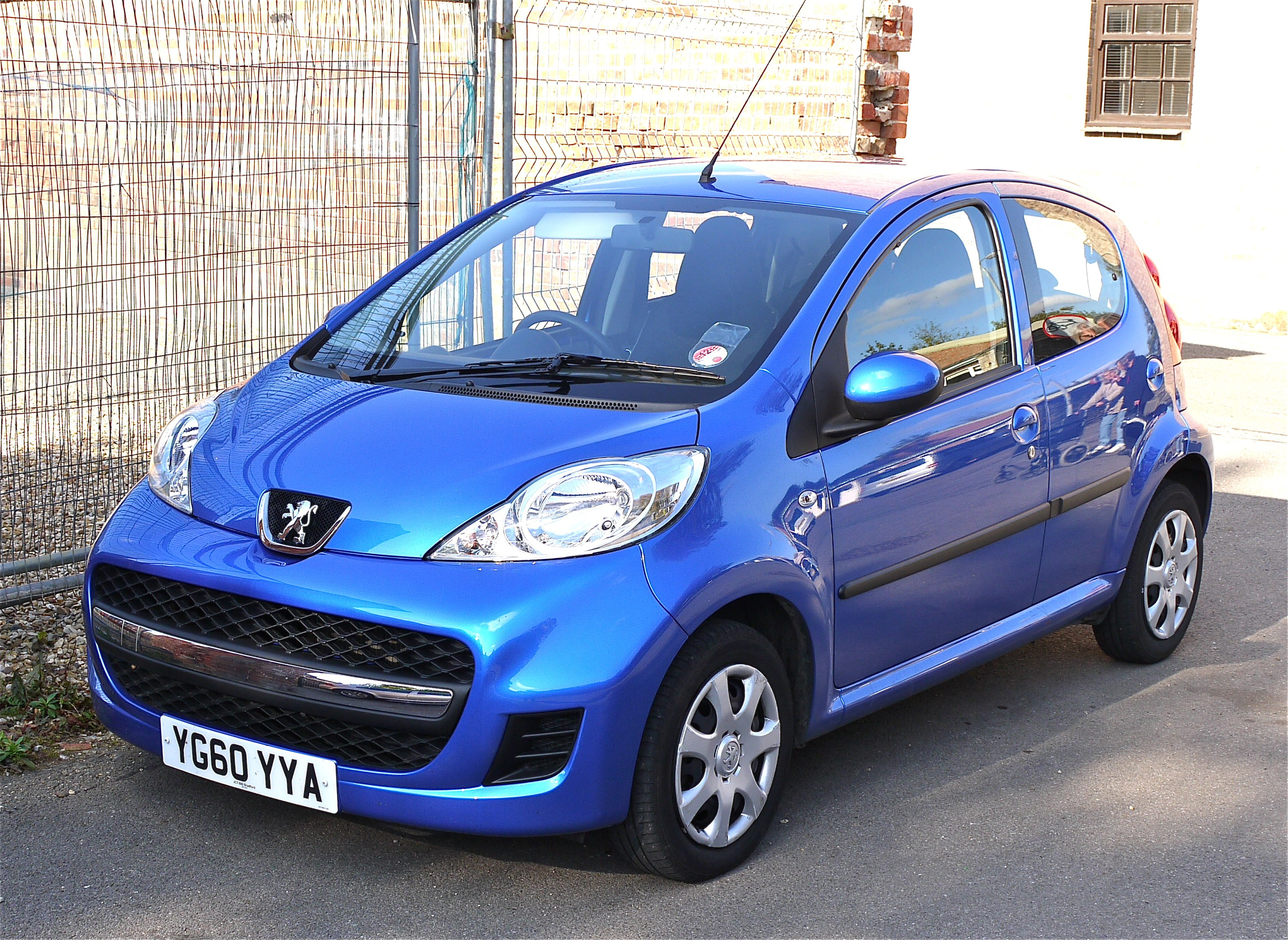
2009
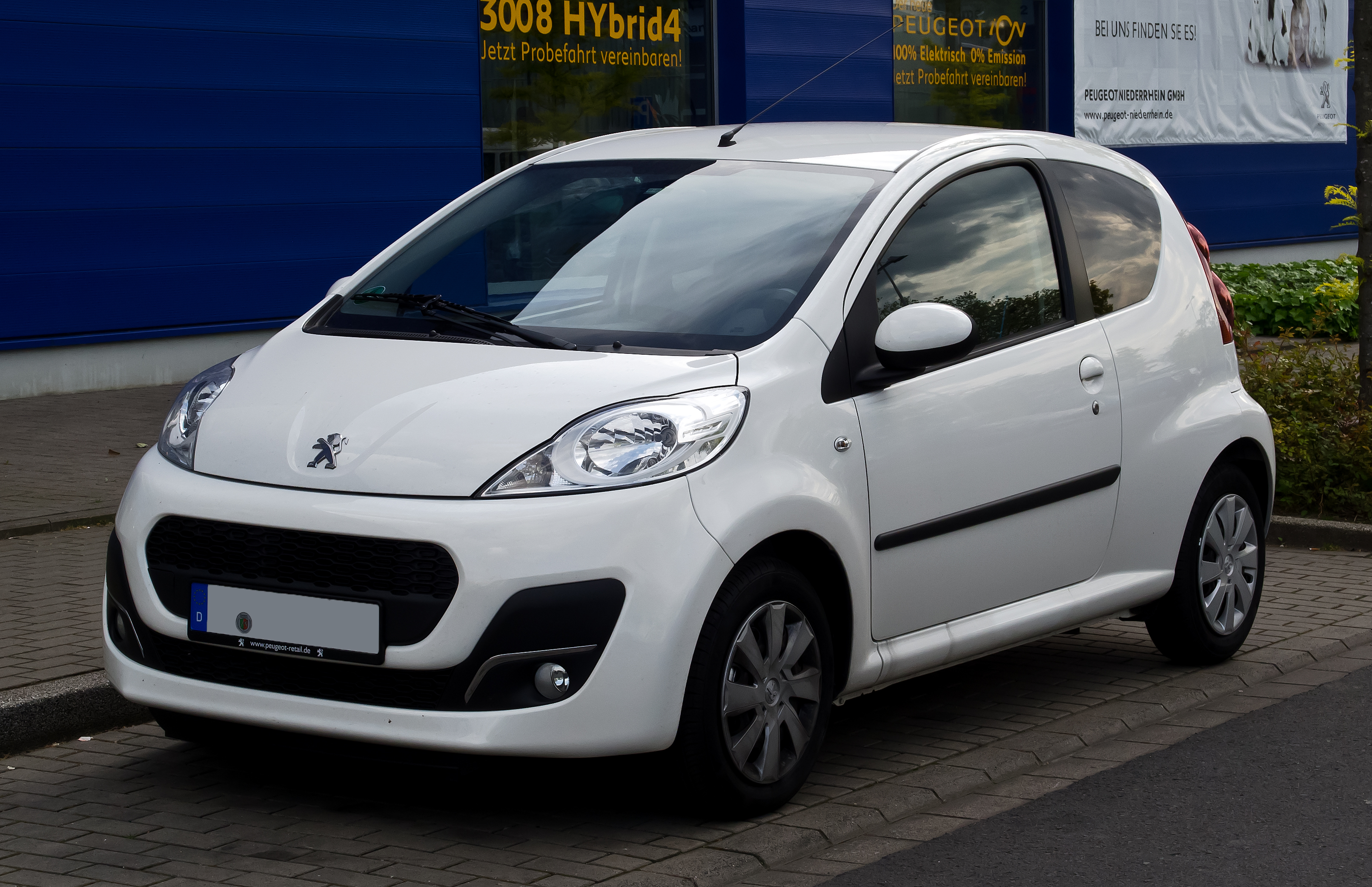
2012
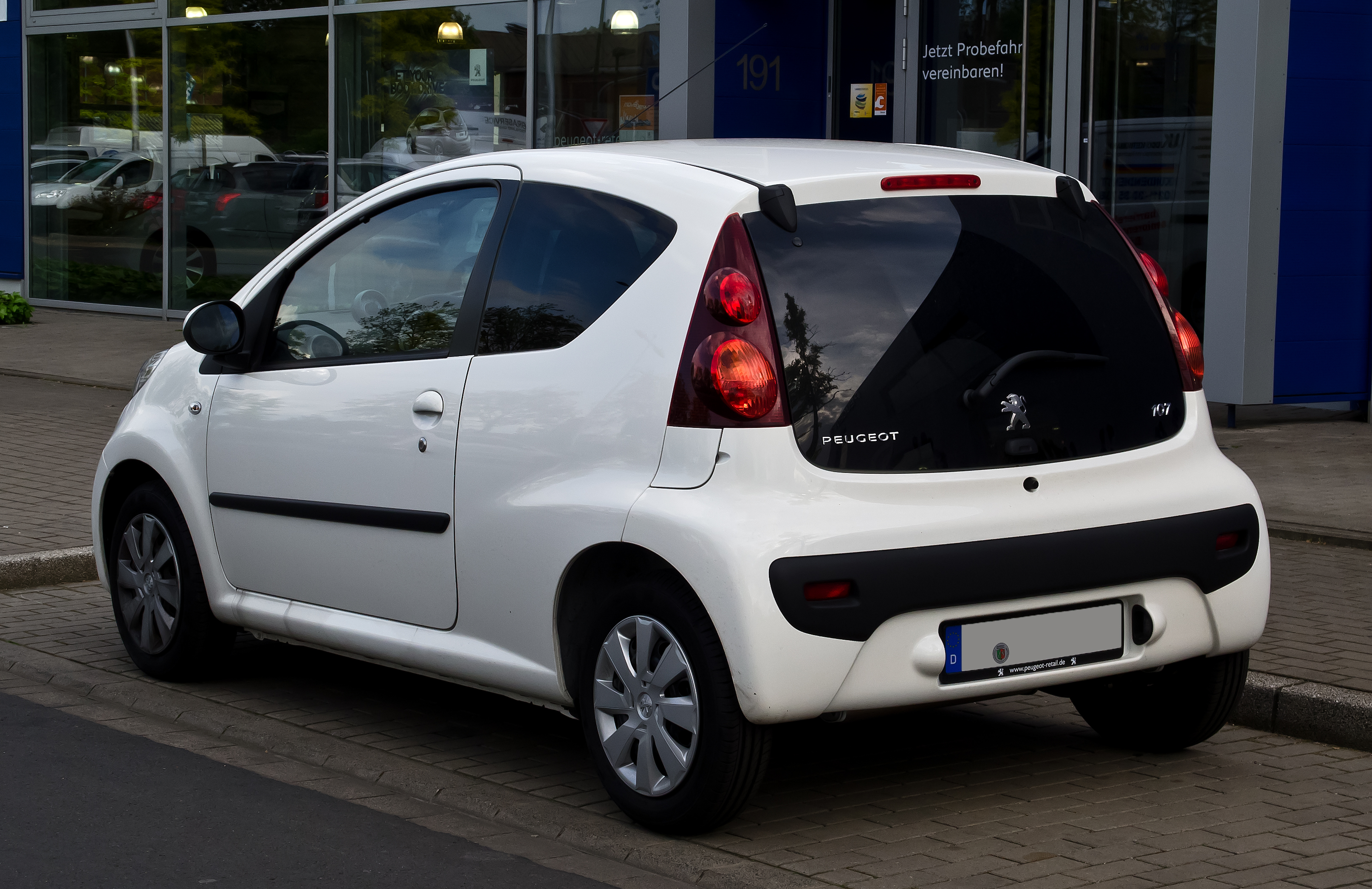
Partea posterioara